# Subterranéen
Les Subterranéens sont, dans le folklore populaire germanique et en particulier dans la Frise, un peuple de petits personnages souterrains comparable aux nains, mais plutôt rattaché au foyer. Ils seraient issus d'enfants laids cachés sous terre, qu’Ève n'a pas présentés à Dieu ou Jésus-Christ le jour où il lui rendit visite. La plupart des récits à leur sujet ont été collectés par Karl Viktor Müllenhoff. Leur traduction française a été réalisée par Claude Lecouteux.

## Fonctions dans le foyer
Les Subterranéens forment un petit peuple souterrain qui s'occupe des foyers germaniques. Un récit de Frise septentrionale dit qu'ils vivaient dans une pierre et que l'un d'eux séjournait dans les maisons d'Amrum. Il prenait, en remerciement de ses services, une purée avec un petit morceau de beurre. Jusqu'au jour où la famille oublia le beurre. Le petit être disparut alors à jamais. Une demeure de subterranéens était censée se trouver près d'Eissendörp. Ils prêtaient des objets aux villageois contre de la nourriture, mais un vilain garçon ayant mangé la nourriture qui leur était destinée, ils ne prêtèrent plus jamais rien. Après quoi, le Christianisme et le son des cloches achevèrent de les chasser.

## Changelings
Ils peuvent jouer de vilains tours, en particulier enlever les enfants des humains et les remplacer par un changeling. Un groupe de paysans réussit un jour à capturer une subterranéenne qui leur échappe ensuite, et pour la venger, son peuple enlève la fille nouveau-née de la jeune fermière. Un récit danois précise que les subterranéens tentent de remplacer la femme et l'enfant enlevés par une effigie de bois.

## Disparition
Karl Viktor Müllenhoff précise aussi que la disparition des Subterranéens est due au chasseur sauvage, qui ne les laissait jamais en paix. ils auraient fini par fuir sur un bateau.